# Caramanico Terme
Caramanico Terme è un comune italiano di 1 726 abitanti della provincia di Pescara in Abruzzo.

## Geografia fisica
Posto a 613 m s.l.m. alle falde nord-occidentali del massiccio della Maiella, il suo territorio si stende tra le valli del fiume Orta e del suo affluente Orfento.

### Territorio

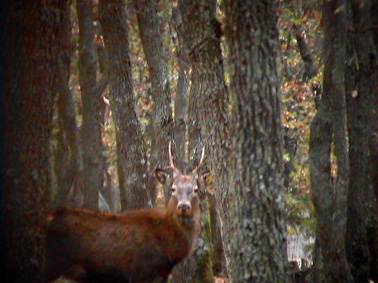
Cervo nella faggeta della Maiella.

Il paese è situato nel tipico ambiente appenninico. Altimetricamente si sviluppa passando dalla macchia mediterranea fino a 700 m, passando al bosco misto 800 m, alla faggeta 1500 m, fino all'ambiente, detto lunare, dei pianori culminali della Maiella. Il territorio comunale è completamente inserito nel parco nazionale della Maiella, inoltre insiste la riserva naturale "Valle dell'Orfento", istituita prima del Parco. Il nucleo storico del paese è situato sulla confluenza dei fiumi Orta e Orfento, le cui valli caratterizzano l'intero territorio.
La valle dell'Orfento, una delle prime aree protette d'Abruzzo, è percorsa da numerosi sentieri escursionistici per tutta la sua lunghezza, eccezion fatta per la sommità, dove dalla cascata della Sfischia il corso d'acqua ha origine: quest'area è una riserva integrale assolutamente incontaminata dalla presenza umana.

### Clima
Il clima è quello tipico della bassa montagna, con inverni freddi ma non eccessivamente, per via della relativa vicinanza con il mare.  La stagione fredda è anche contraddistinta da abbondanti nevicate. Non di rado il manto nevoso al suolo raggiunge o supera il metro, questo grazie allo stau che accentua i fenomeni; condizione dovuta alla particolare posizione del paese incastonato tra Maiella e Morrone. Le estati sono calde ma non eccessivamente, anche se è possibile che la temperatura raggiunga o superi i 35 gradi durante intense ondate di calore e in presenza del "garbino" (libeccio); possibili anche temporali pomeridiani durante la stagione estiva. Primavera ed autunno sono contraddistinti da variabilità, con possibili ondate calde ad inizio autunno ed irruzioni fredde ad inizio primavera. Le nevicate tardive sono possibili fino ad aprile inoltrato.

## Origini del nome
L'attuale nome di Caramanico ha origine nella lingua longobarda, nello specifico dalla parola "ariman", che vuol dire "uomo in armi", o da "harimann", che vuol dire "insediamento di uomini armati".

## Storia

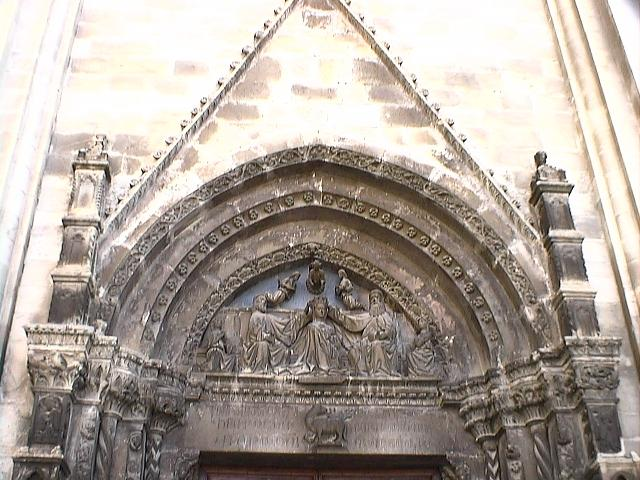
Caramanico Terme, chiesa di Santa Maria Maggiore: portale del XV secolo.

La presenza di insediamenti umani sul territorio risale al paleolitico, come attestano numerosi ritrovamenti nella valle giumentina: amigdale, frecce e altri utensili. Gli insediamenti, in epoche successive, si spostano nel fondo valle, nella piana dei Luchi, dove troviamo tracce di un insediamento italico continuato poi fino in età tardo antica e medioevale: ex voto, monili, eremi celestiniani intitolati a san Bartolomeo, san Giovanni e al Santo Spirito, spesso frutto della riconversione paleocristiana di piccoli luoghi di culto dedicati all'eroe Ercole.
Il nucleo attuale deve essersi sviluppato durante le invasioni barbariche, come dimostra l'origine probabilmente longobarda del nome. Negli archivi della diocesi teatina (oggi Chieti-Vasto) troviamo traccia della pieve di Santa Maria intorno all'anno mille (nel 1115 essa compare come possedimento della diocesi anche in una bolla di papa Pasquale II), mentre dagli stessi compare, nel XIII secolo, menzione della chiesa di San Tommaso. Risale al 1476 la realizzazione del portale dell'abbazia di Santa Maria (oggi Santa Maria Maggiore, vedi Chiese).
Nel Chronicon Casauriense compare la dicitura "acque putride", primo riferimento alla presenza di acque sulfuree nella zona. La storia di Caramanico segue, poi, le vicende del Regno delle due Sicilie, come feudo della famiglia D'Aquino. Subisce ingenti danni nel terremoto del 1706. Agli anni successivi risale la costruzione dei palazzi storici. A sottolineare l'importanza assunta nel corso dei secoli, la nomina a viceré-capitan generale di Francesco d'Aquino, principe di Caramanico (1786-1794) al tempo di Ferdinando I delle Due Sicilie (III di Napoli, 1759-1816). È del 1901 la costruzione dello stabilimento termale.
Durante il ventennio fascista viene decisa la demolizione del castello, danneggiato dal terremoto del 1933 che aveva colpito la Maiella, di cui oggi restano solo i basamenti. Durante la seconda guerra mondiale il paese viene a trovarsi dalla parte tedesca della linea Gustav, uno dei fronti su cui si fronteggiarono i due schieramenti, e assiste a drammatiche vicende. Dal 1960 prende il nome di Caramanico "Terme", per differenziarlo da altri casi di omonimia in Italia, e comincia il rapido sviluppo turistico che vedrà la costruzione di nuovi quartieri residenziali e alberghi tra il centro storico e la frazione di Santa Croce, che oggi è perfettamente integrata con il resto del paese.

### Simboli
Lo stemma comunale si blasona: 

Stemma comunale

I due ruscelli che escono dai fianchi esterni delle torri e circondano il castello, simboleggiano la posizione del paese alla confluenza dei fiumi Orta e Orfento.
Lo scudo è timbrato dalla corona di principe, invece che dalla corona murata di Comune, in riconoscimento del Principato di Caramanico, assegnato fin dal 1641 alla famiglia d'Aquino, e coerentemente con la più antica raffigurazione dello stemma cittadino, dipinta sulla pala della chiesa di Santa Maria Maggiore del 1739.
Il gonfalone è un drappo partito di azzurro e di bianco.

## Monumenti e luoghi d'interesse

### Architetture religiose
Chiesa di San Tommaso di Paterno

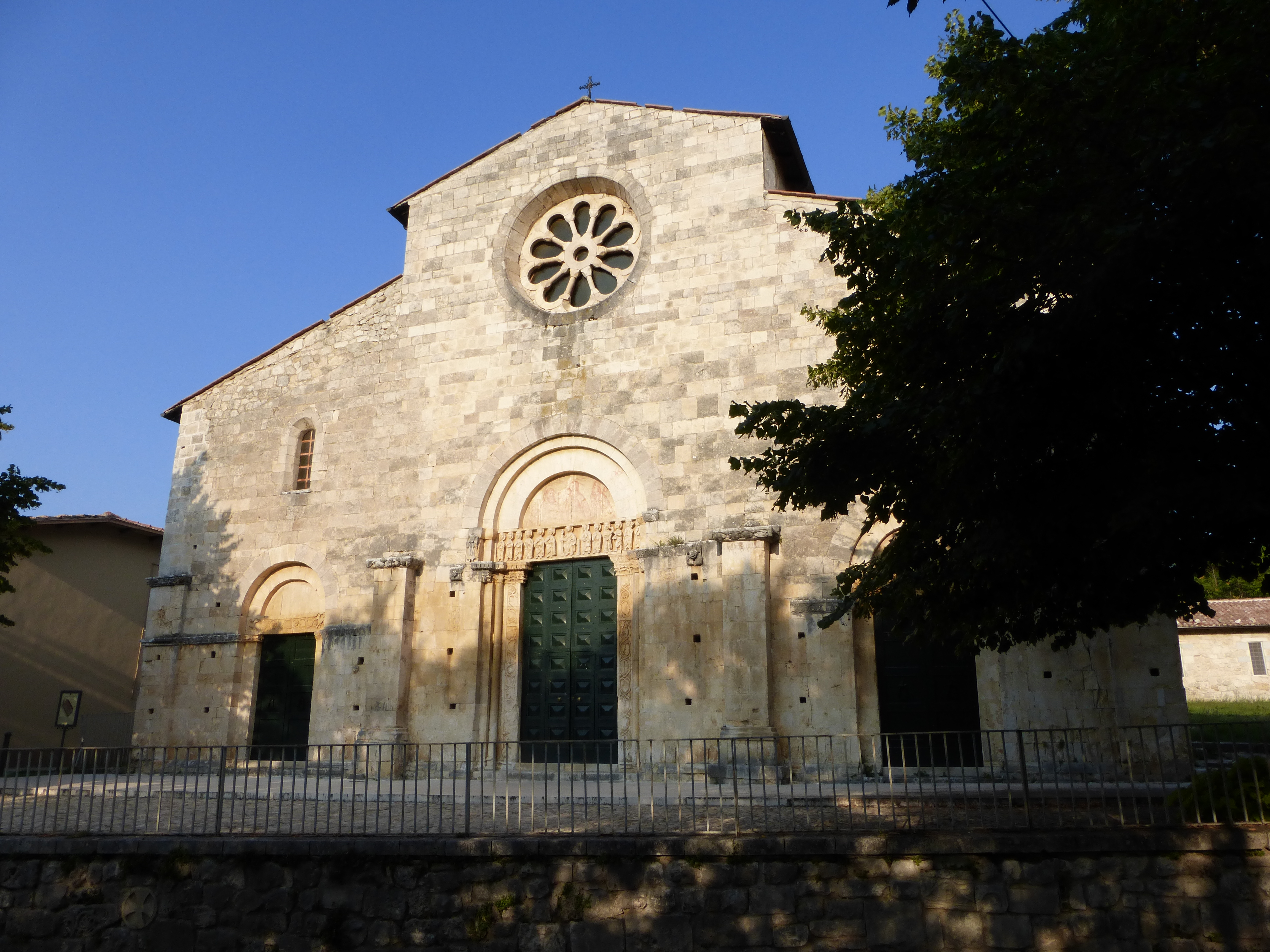
La chiesa abbaziale di San Tommaso Becket

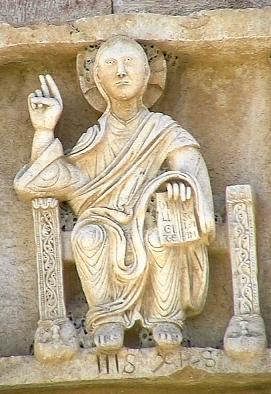
Caramanico Terme, chiesa di San Tommaso Becket, particolare dell'architrave: Cristo docente

Chiamata anche chiesa di San Tommaso Becket. Chiesa romanica del XIII secolo, situata nella contrada omonima sul confine con il comune di Salle. L'edificio attuale sorge su una pieve già citata nel IX secolo, ed era circondato da altri edifici monastici ora in rovina. La pianta è a tre navate e presenta tre livelli altimetrici, il più basso all'ingresso, quello superiore dall'altare conduce all'abside centrale e presenta una piccola cripta con un pozzo centrale di acqua sorgiva. La facciata a salienti è scandita da tre portoni e quattro semicolonne, residuo di un portico mai realizzato, con un rosone centrale e due piccole monofore.

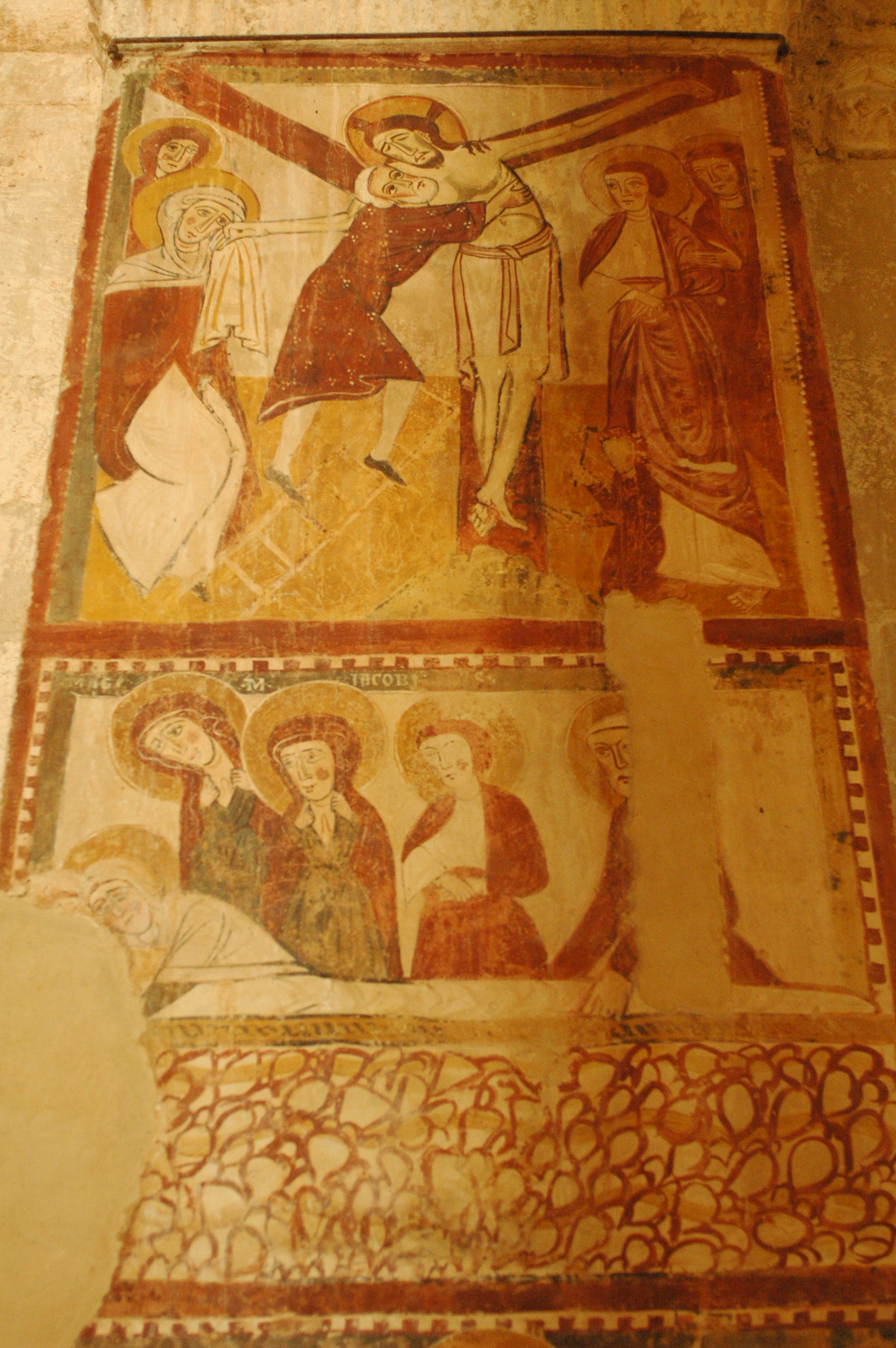
Affresco della Deposizione, dall'abbazia di San Tommaso

I portali laterali presentano stipiti e architrave con decorazioni floreali come le monofore sovrastanti mentre l'architrave del portale centrale è arricchito da un altorilievo (quasi tutto tondo) dei dodici apostoli con Cristo in trono centrale, dalla notevole qualità scultorea per l'epoca, l'anno 1118 è indicato in basso. All'interno le navate sono divise da colonne composite, a destra, e colonne quadrate, sulla sinistra, è presente inoltre un'esile colonna monolitica in pietra con capitello corinzio, detta colonna santa, oggetto di venerazione da parte dei fedeli, i cui frammenti venivano asportati vantando proprietà taumaturgiche.
Collegiata di Santa Maria Maggiore

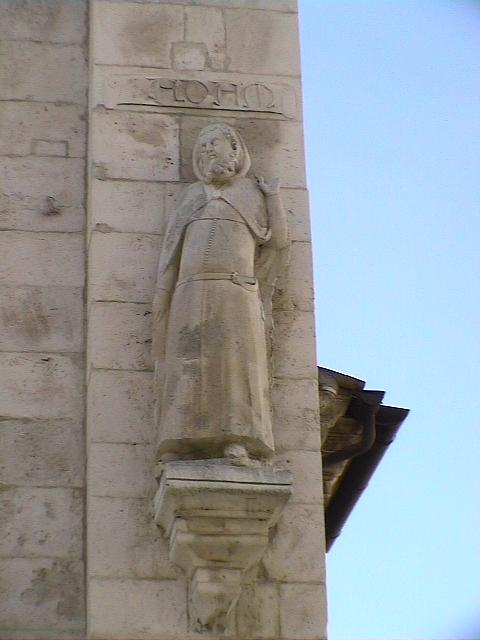
Caramanico Terme, Chiesa di Santa Maria Maggiore: statua ornamentale del XV secolo.

La chiesa si trova nel centro di Caramanico ed ha esterni gotici con portale ad arco acuto raffigurante l'Incoronazione della Vergine (vedi foto in Storia): colonne composite a tortiglioni e due pilastri più esterni ornati da edicole con elementi simbolici sorreggono l'architrave la cui iscrizione rivela l'autore, certo Nicolaus Teutonico, e la data di realizzazione, 1476. Al di sopra la sacra raffigurazione: la Vergine ha ai lati Dio Padre e il Cristo, tutte e tre le figure sono in trono e circondate da figure oranti e angeli. L'esterno della chiesa lungo corso Bernardi, mostra sculture di apostoli, pellegrini e cantori. Interessante notare gli strumenti musicali quattrocenteschi, liuto e ghironda. Il campanile laterale che si affaccia sulla via è una torre in pietra con grande cella campanaria, e una cuspide piramidale aggiunta nel XIX secolo. L'impianto della chiesa è rettangolare, con la facciata a salienti, e l'abside posteriore semicircolare.
L'interno a tre navate si mostra figlio di varie trasformazioni artistiche e causa dei terremoti, tra i quali il grave terremoto della Maiella del 1706, che ha costretto il rifacimento barocco. Del primitivo impianto romanico non rimane quasi nulla, se non il rialzo del presbiterio, sotto cui si trova la cripta. Di fronte all'attuale ingresso fu innalzato l'altare più venerato dell'Assunta, celebrata il 15 agosto, ricco di intarsi lignei dorati, e colonne tortili in pietra della Maiella e marmi policromi, esso mostra la volta e i pilastri affrescati con scene tratte dalla Vita della Madonna e di Gesù: originale è la presenza di Dio Padre in cima, l'edicola posta al centro dell'altare, circondata da volti alati di putti, ospitava la statua della Vergine Assunta, dell'XI secolo, posta su prezioso ostensorio di rame dorato, attribuito alla scuola di Nicola da Guardiagrele, trafugata però nel 1950. Lo scultore Nicola D'Antino di Caramanico, famoso per i monumenti abruzzesi fascisti, realizzò una copia perfetta, oggi al posto dell'originale. A destra dell'altare dell'Assunta si trova quello del Crocifisso, con una statua lignea del XV secolo, di cui sono possibili scoprire tre momenti della Passione, guardandola da diverse angolature, partendo da sinistra: Cristo sofferente, Cristo in agonia, Cristo morto. A sinistra del portale di accesso c'è il battistero del 1572 in legno, finemente lavorato, gli altari laterali incassati in preziose cornici sono del XVIII secolo, presso l'abside si trovano delle tele, il coro ligneo, il grande organo settecentesco.
La chiesa di Santa Maria Maggiore è attualmente chiusa al pubblico a causa del cedimento del monaco nelle volte, verificatosi nella notte del 18 gennaio 2017 e dovuto al peso eccessivo dell'eccezionale nevicata. La Sovrintendenza Regionale ha provveduto alla messa in sicurezza e presto partiranno i lavori per il rifacimento del tetto e i restauri interni.
Chiesa di San Domenico o San Tommaso d'Aquino

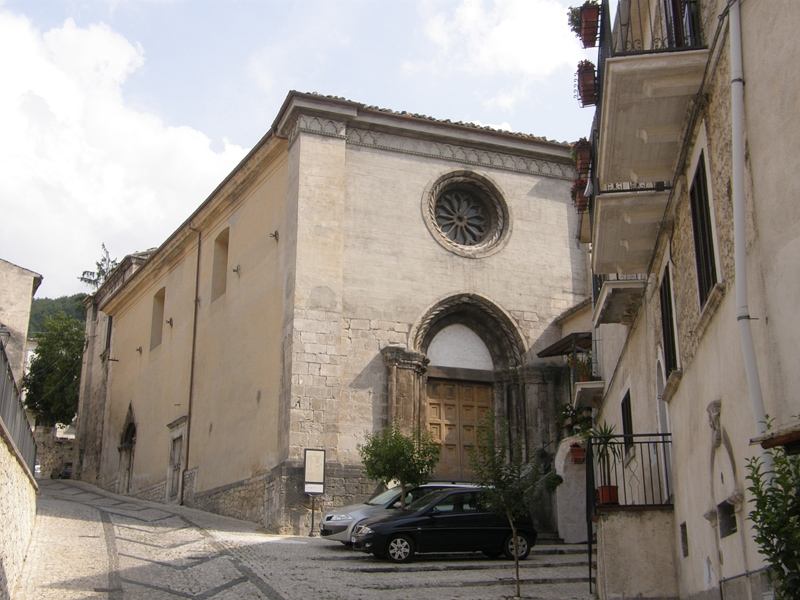
Chiesa di San Domenico

Pregevole chiesa dei Padri Domenicani (XIII secolo), situata nella parte centrale di Caramanico, in via Vittorio Emanuele. La chiesa appartenne sino al XVIII secolo ai padri Domenicani, quando il monastero fu soppresso, e dedicato ad altri usi, oggi si conserva ancora in parte, posto a strapiombo sulla strada che costeggia il paese, ossia via Umberto I. Attualmente la chiesa è sconsacrata, adibita ad auditorium per mostre ed eventi, ma l'interno si conserva ancora molto bene, in un impianto semplice, a navata unica rettangolare, con volta a botte lunettata, trabeazione, e paraste che dividono i lati con le nicchie dove c'erano i santi. L'insieme interno è neoclassico, rifatto dopo il sisma del 1706, l'esterno invece si presenta molto ornato, conservando lo stile gotico trecentesco, tanto da essere paragonato per interesse artistico alla collegiata di Santa Maria Maggiore.

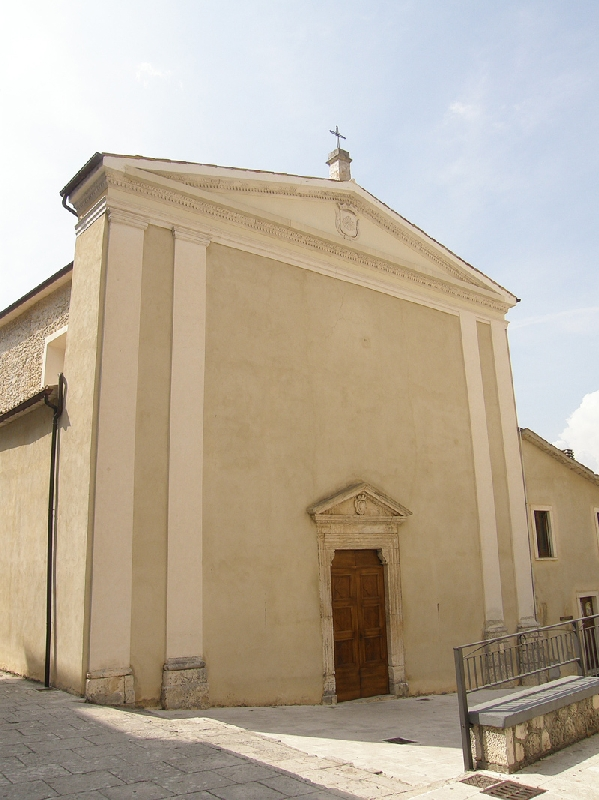
Chiesa della Santissima Trinità

L'esterno ha la facciata quadrata, con il portale centrale gotico ad arco ogivale, a doppia strombatura, con le colonne tortili ed a spina di pesce, e doppia fila laterale di colonne decorate da capitelli compositi. La lunetta doveva essere affrescata. Lo sovrasta ancora il rosone centrale a raggiera, anch'esso decorato da doppia fascia di cerchia colonnata a spina di pesce, mentre la raggiera presenta eleganti intarsi di pietra. Un secondo portale, che ricorda quello della chiesa di San Francesco in Guardiagrele, è affacciato su via Vittorio Emanuele, ed è più elaborato dell'altro, decorato da ghimberga superiore in pietra concia, e arco ogivale ornato da colonne tortili. Si conserva parte di un affresco rinascimentale sulla lunetta. Non si esclude che l'ordine di finestre attuale sia posticcio, rifatto sopra quello originale, di cui è possibile ammirare un esempio sul retro, una bifora manomessa dagli interventi settecenteschi, e un'altra bifora murata. Nel piazzale retrostante si accede all'ex convento, in stile settecentesco, con ordine regolare di finestre e portale architravato, da cui si accede al giardino dell'ex chiostro, oppure sulla sinistra agli ex appartamenti. Di interesse soprattutto il portale di ingresso, con la cornice in pietra bianca, e chiave di volta ornata da uno stemma.
Chiesa di San Nicola di Bari
In piazza Garibaldi, risale al XVI secolo, anche se si ipotizza che possa essere più antica. La lapide del portale monumentale riferisce del restauro del 1592 voluto dall'arcivescovo di Sulmona Matteo Sammiati, nel XVII secolo furono realizzati ampliamenti, il coro ligneo per volere di Pietro Bottino, produttore di seta locale. Nei lavori di rifacimento dopo il terremoto del 1706, fu modificato il campanile con la costruzione della cuspide a cipolla in stile napoletano, mentre di originale si conserva la nicchia con la statua in pietra del santo, del XII secolo. L'imponente facciata in stile neoclassico ottocentesco, è stata ripulita dallo sporco del tempo, ha cornice mistilinea, coronata da quattro paraste che la dividono verticalmente in tre settori. Ai lati ha due eleganti portali settecenteschi, al centro il portale rinascimentale manierista del 1592, caratterizzato da pietra finemente intagliata, con la vivacità delle colonne tortili finemente lavorate a motivi vegetali.
Questo portale è sormontato da due nicchie nelle quali si trovano le statue dei Santi Pietro e Lucia, con le chiavi del Paradiso e il vassoio con gli occhi del martirio, commissionate da Pietro Bottino, al centro invece c'è la statua di San Nicola. L'interno della chiesa è a tre navate, divise da doppia fila di pilastri, con due restringimenti ai lati dell'altare, realizzati per ricavarne ambienti come la sacrestia e l'ufficio parrocchiale. Le volte settecentesche sono ornate da intarsi, al rigore neoclassico si sostituisce la grazia dei riccioli e intrecci vegetali rococò. Ai lati delle navate ci sono gli altari settecenteschi ornati da stucchi e finti marmi policromi, dedicati a vari santi e ai Misteri del Rosario: spicca il terzo altare a destra dell'ingresso che reca l'icona bizantina della Madonna del Carmine (XIV secolo). Il pulpito pregevole di scuola napoletana è intagliato con eleganti fiorami dorati e inquadrati da cornici rinascimentali.
La cantoria è della metà del XVIII secolo, in legno dorato posta sulla controfacciata, e reca scolpiti i tradizionali miracoli del santo di Bari; nelle altre formelle si ripetono motivi pastorali e altri ornamenti barocchi. Di Nicola D'Antino si conserva la statua lignea dell'Immacolata, posta sulla sinistra dell'ingresso, interessanti sono due dipinti ad olio su tela, opera di Donato Teodoro di Chieti: Cacciata di Adamo ed Eva dal Paradiso - Cacciata dei venditori dal Tempio.
Chiesetta della Trinità
Posta accanto l'entrata laterale della chiesa collegiata di Caramanico. Risale al XVIII secolo, anche se l'architrave a timpano triangolare del portale, con stemma centrale, pare essere più remoto. La chiesa ha un aspetto molto semplice, dentro accoglie una nicchia con la statua di San Filippo Neri.
Chiesa e convento dei Cappuccini - San Lorenzo
Si trova nella periferia nord-ovest di Caramanico, nella località San Lorenzo. Il convento fu fondato nel 1590 sopra la cappella di San Lorenzo, vi si celebrarono i capitoli provinciali del 1627, 1632, 1796 e 1821, in seguito fu soppresso con le leggi piemontesi. Nel 1866 fu riacquistato dai Cappuccini, e riconsacrato nel 1901, tornando in piena attività solo negli anni '60. In quest'occasione si sono svolti dei lavori di restauro, piuttosto compromettenti per la storica struttura, che hanno rovinato la facciata, rendendola moderna, il chiostro del convento invece è stato ripristinato, seguendo il modello originale, nel 1985. Il convento è una casa di accoglienza per gruppi giovanili, famiglie, comunità, essendo un ambiente favorevole alle esigenze dello spirito, nonché per sacerdoti e religiosi che vanno a Caramanico per le cure termali. Dell'antica chiesa dei Cappuccini rimangono il tabernacolo ligneo del 1728, posto sul presbiterio, un pregevole paliotto in cuoio e la pala dell'altare maggiore, opera di Silvestro Buono (1598) ritraente la Gloria di San Lorenzo. Aveva anche altari laterali, ma nel 1740 sono stati ricollocati in varie chiese a Sulmona. La facciata è una imitazione di quella che doveva essere sino al XIX secolo, è a salienti, terminazione a spioventi, rosone centrale ad oculo, e nartece porticato che immette all'ingresso vero e proprio.

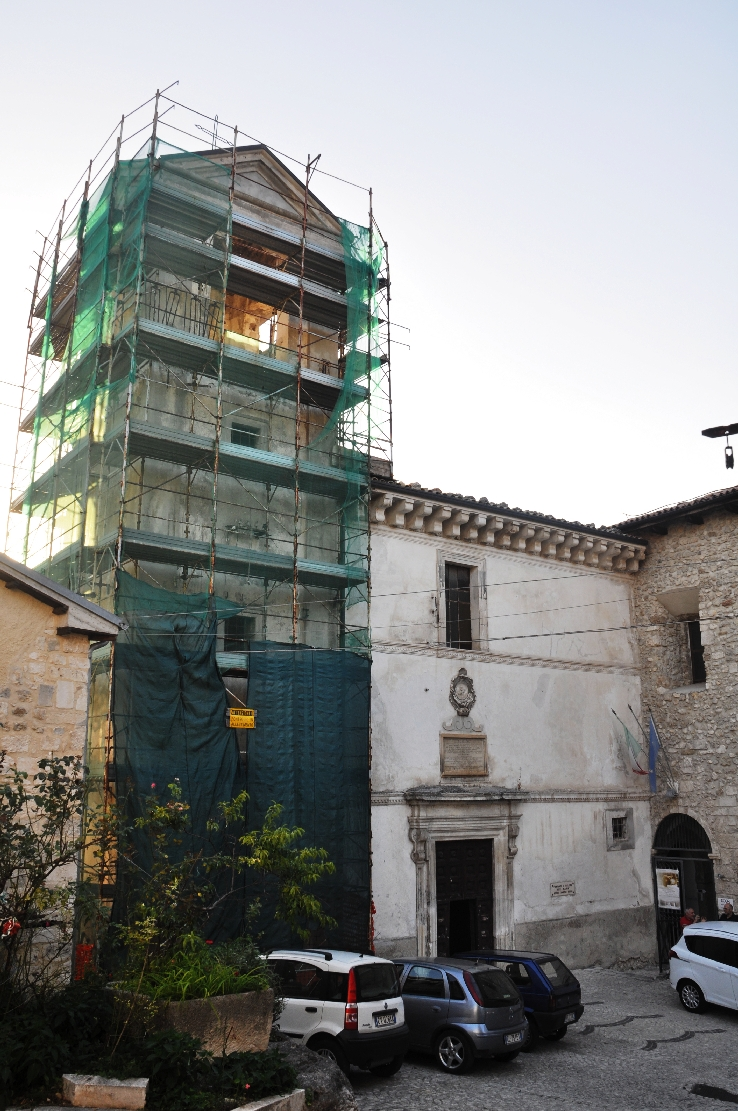
Chiesa di San Maurizio
Ultima chiesa nella zona in discesa di via San Maurizio, è connessa alle mura del borgo, risalente forse al XIII-XIV secolo, ma ricostruita nel XVIII secolo, con l'aggiunta di due navate a quella centrale. Conserva il pavimento in pietra, l'altare maggiore con il Trittico della Madonna col Bambino tra santi, mentre l'esterno ha il carattere barocco di metà Settecento, realizzato in conci di pietra, portale architravato ad ogiva, unico elemento della storica chiesa, e il campanile a torre.
Chiese delle contrade
- Chiesa dei Francescani: è in località Ospedale, all'ingresso del cimitero. Venne eretta dai monaci Francescani insieme al convento, ancora in parte esistente, e fu usata sino al XIX secolo per accogliere i pellegrini. L'interno è in stile neoclassico.
- Chiesa di San Vittorino: nella contrada omonima, piccola chiesa del XVIII secolo, a pianta quadrangolare irregolare, dotata di una casa canonica accanto, e campanile a torre. La facciata è decorata da un portale architravato che rievoca lo stile romanico dell'arco a tutto sesto.
- Chiesa di Sant'Antonio: in località De Contra, è una piccola chiesa del XIX secolo in stile campestre.
- Eremo di San Giovanni all'Orfento: si trova nella valle dell'orfento, e fu usato nel XIII secolo dal frate Pietro da Morrone per la meditazione. L'accesso è scavato in una grotta di montagna, da cui si accede solo mediante un restringimento della roccia, strisciando carponi. Conserva alcune pitture parietali, e un altarino per le messe.

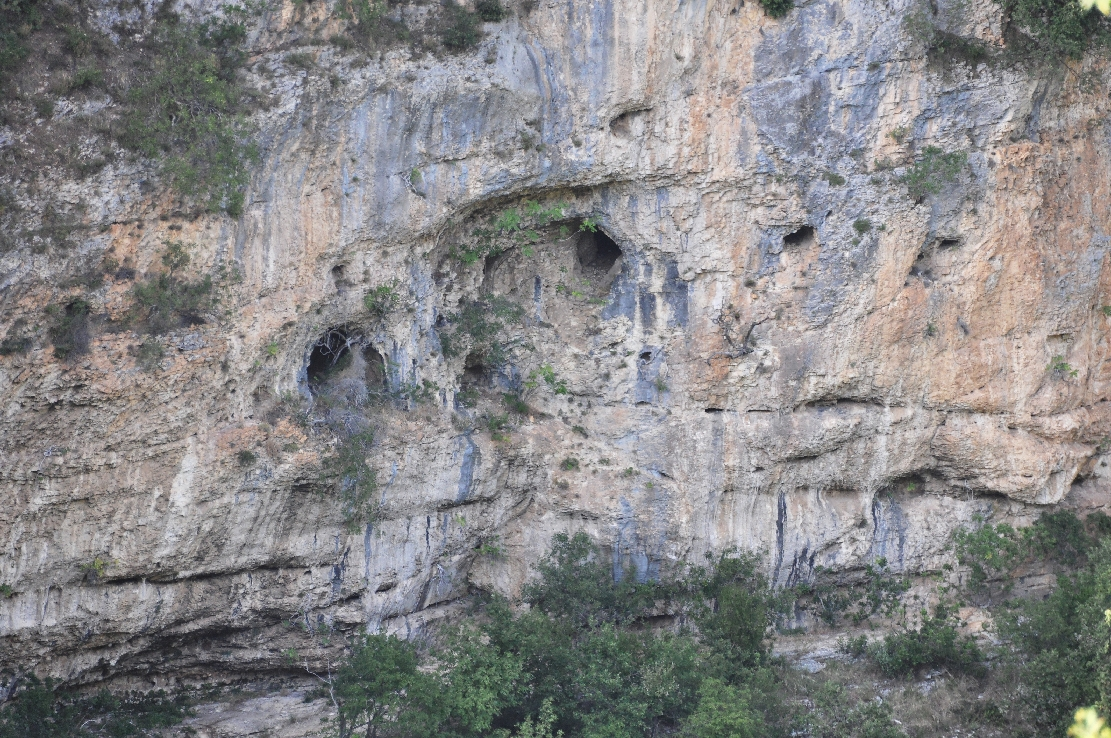
Eremo di Sant'Onofrio all'Orfento

- Eremo di Sant'Onofrio all'OrfentoSantuario della Madonna del Castello: si trova lungo la strada per contrada San Nicolao. I Conti d'Aquino, oltre a rifare il castello del feudo, controllavano i traffici sulla valle della Pescara, risalendo il Morrone e la Maiella, all'altezza di Passo San Leonardo; la cappella venne eretta per i paesani e per i viandanti lungo il tratturo, presto divenne una chiesetta molto famosa in luogo, dato che le spose, prima della nascita dei loro piccoli, venivano in luogo per benedirli prima della nascita, dato l'alto tasso di mortalità infantile. Un Trittico del XV secolo presso la chiesa di Santa Maria Maggiore di Caramanico testimonia questa pratica. La chiesetta è andata distrutta durante la seconda guerra mondiale, come si legge sulla lapide situata sul pronao della nuova chiesa del 1976. Oggi è della parrocchia dei Cappuccini di San Lorenzo, dell'antica struttura rimangono due pietre della facciata, incastonate all'ingresso. La chiesa ha impianto rettangolare, in mattoni a vista rossi, e ricalca lo stile delle chiese neoclassiche, l'interno è abbellito dalla statua della Madonna del Castello, originale.

### Architetture civili
Palazzi e monumenti pubblici
- Palazzo dell'Albergo: realizzato nei primi anni del Novecento, è caratterizzato dallo stile liberty. Si affaccia all'ingresso del borgo, venendo da via Roma.Facciata monumentale della chiesa di San Nicola di Bari

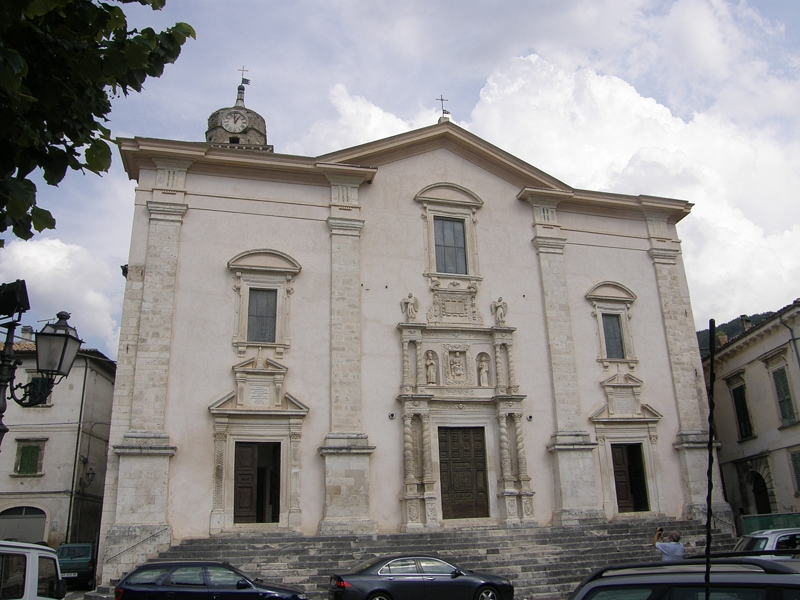
Facciata monumentale della chiesa di San Nicola di Bari

- Palazzo comunale: sul Corso Bernardi, è ricavato da un palazzo tardo Settecento, di interesse il portale centrale, inquadrato da due grandi colonne ioniche, che sorreggono la balaustra della balconata centrale. All'interno del palazzo è una tavola con la Madonna col Bambino, detta ‘Madonna del Cardello’, restaurata nel 2017, databile all'ultimo decennio del Quattrocento ed attribuita ad un pittore ancora ignoto detto Maestro dei Polittici crivelleschi che opera una riduzione grafica e minuta dei modelli del Crivelli.[15]
- Fonte delle Terme: realizzata nel 1927 da Nicola D'Antino sul viale, è molto semplice, è a muro, in pietra calcarea, e in semplici motivi geometrici mostra una vasca in cui sgorga l'acqua dalla cannella rotonda.

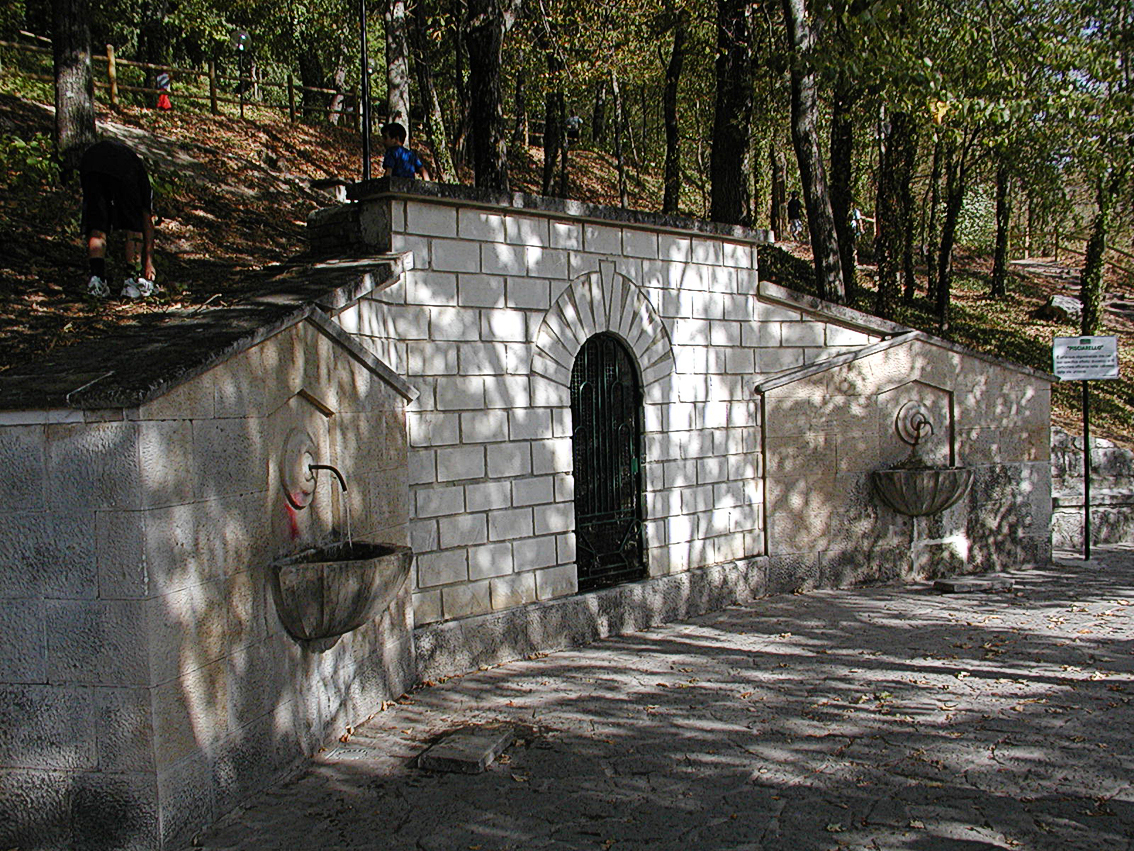
Fontana delle Terme

- Fonte San Nicola: più elaborata, è del XV secolo, si affaccia su piazza Garibaldi e prende il nome dall'omonima chiesa. Il muro mostra il rilievo con tre cannelle, di cui quella centrale purtroppo si è rovinata col tempo, poiché mostrava di certo un mascherone come le altre due cannelle laterali.
- Fontana San Leonardo: è la più elaborata delle fontane caramanichesi, situata al di sotto della piazzetta recante lo stesso nome, dove fino al 1706 sorgeva appunto la chiesa romanica di San Leonardo, di cui oggi resta soltanto una parte del portale di ingresso, visibile sul lato che affaccia su via San Maurizio. Il blocco di pietra sul muro a rilievo rettangolare, è diviso verticalmente da paraste, e vi sono tre mascheroni molto ben lavorati nei particolari degli occhi, in certi anche nei baffi, da cui sgorgano le cannelle.

Le terme di Caramanico

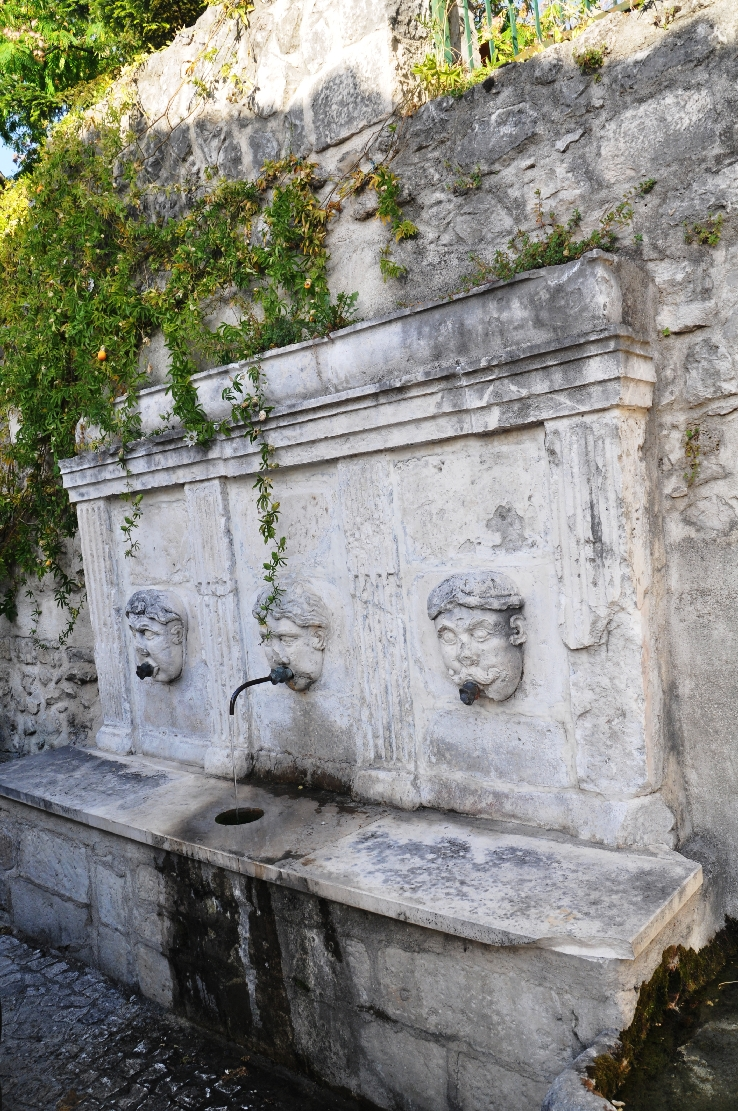
Fonte San Domenico

Le terme erano usate già dal 1576, quando padre Serafino Razzi scrisse di una sorgente del fiume, detta Zolfarina, che guariva malattie dei bronchi. Le terme tuttavia furono costruite solo nel 1836, un capannone rudimentale attorno al fiume. Successivamente nel 1901, con la fama delle terme curative, fu inaugurato il vero e proprio complesso termale. A causa della seconda guerra mondiale, lo stabilimento andò in crisi, ma già negli anni '50 gli imprenditori abruzzesi si interessarono alla valorizzazione del turismo montano, ricostruendo città come Roccaraso e Castel di Sangro, e finanziando anche l'ampliamento in chiave moderna dello stabilimento termale. Da allora a oggi lo stabilimento è in forte crescita economica. Il giardino prospiciente la struttura è decorato da un fontanile del XVIII secolo con mascheroni.

### Architetture militari
Caramanico conserva alcuni tratti murari, in via Dietro Le Mura, in via San Giovanni, con una porta del XIII secolo a fornice ogivale, e in via Castello, con i resti del recinto fortificato.
Borgo medievale di Roccacaramanico
Ipotesi corrente che Roccacaramanico sia sorta come punto strategico, di osservazione e di difesa dell'accesso alla valle.

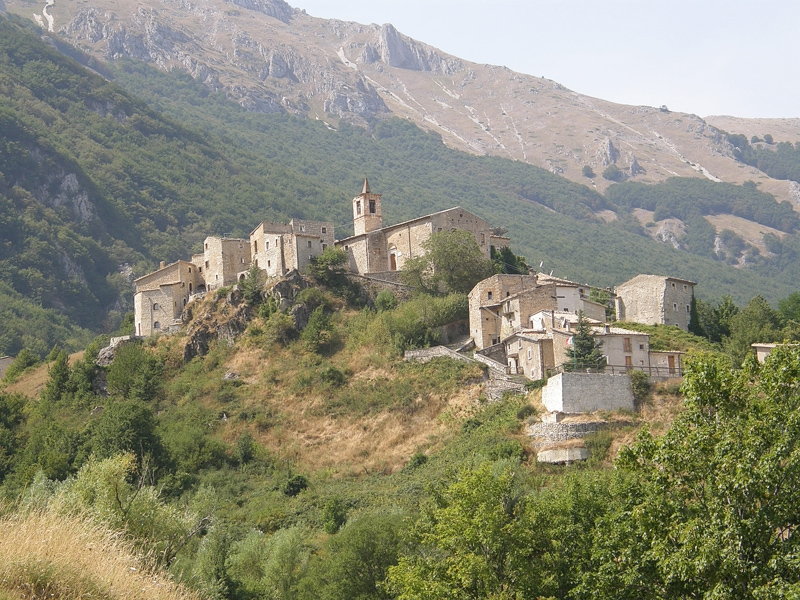
Scorcio del borgo

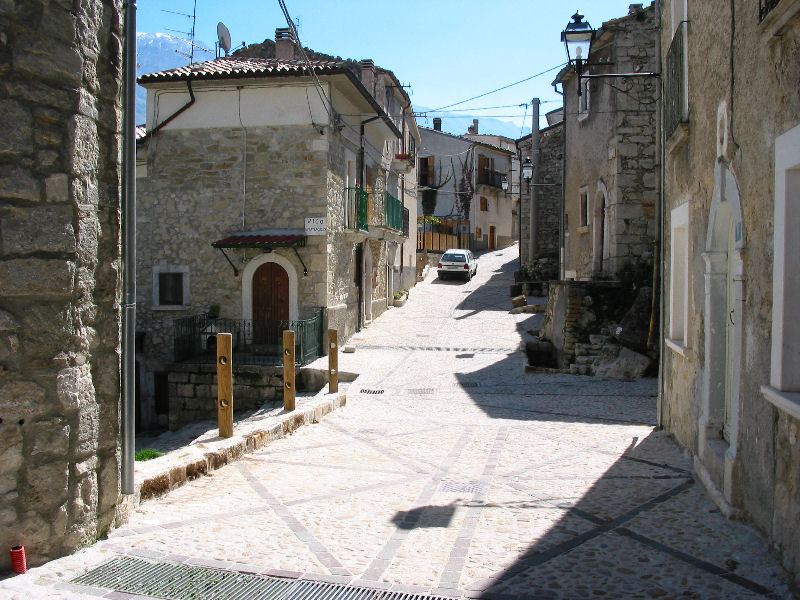
La via del corso

La sua storia si intreccia con quella di Caramanico: risultano infatti entrambi nell'anno 875, data di fondazione del Monastero di Casauria, tra i possedimenti della badia.
Tra la fine del XIII e la prima metà del XIV secolo si hanno alcune notizie riguardanti interessi, dei signori Cantelmo di Pacentro, in Roccacaramanico.
Successivamente le signorie dei D'Aquino, D'Aragona, D'Angiò, Colonna e Carafa, si succedettero sul territorio in periodi diversi della sua storia. Scarsissime sono le notizie sulla zona nel XVI secolo e nel primo periodo della dominazione spagnola.
Il borgo si trova ad oltre 1200 metri di altitudine, posto tra Caramanico e Sant'Eufemia a Maiella. Il borgo è stato restaurato dopo che negli anni '90 è stato abbandonato. Si compone di alcune case, la chiesa parrocchiale e mura del castello. La chiesa ha aspetto rurale, con un semplice campanile a torre e una facciata sobria. Interno a navata unica. Il castello è solo un bastione, recuperato per l'unico ristorante in paese per il turismo.
Le case fortificate in pietra sbozzata sono state quasi tutte restaurate per la sperimentazione del turismo abruzzese ad albergo diffuso.

### Aree naturali
La valle del Luco (o piano del Luco) è un'area naturale in cui lo scorrere dell'acqua del fiume Orta ha causato nel corso dei secoli la formazione delle cosiddette Marmitte dei Giganti presso le rapide di Santa Lucia attraverso l'erosione delle rocce calcaree. Rapide e torri rocciose si trovano tra le frazioni di San Tommaso di Caramanico Terme e Musellaro di Bolognano.
- Riserva naturale Valle dell'Orfento
- Centro visite e museo della Valle dell'Orfento
- Tholos della Valle dell'Orfento
- Boschetto della valle dell'Orfento
- Sorgente Le Scalelle
- Ponte San Cataldo
- Cammino Anello del Vallone

## Società

### Evoluzione demografica
Abitanti censiti

### Tradizioni e folclore
Il panorama delle tradizioni locali segue il doppio profilo temporale delle stagioni, legato al primario settore dell'agricoltura e dell'allevamento, e del calendario liturgico cattolico, anche questo collegato ai cicli naturali attraverso devozioni, protezioni e benedizioni. Così anche le usanze sono legate ai fenomeni atmosferici e a momenti della vita nei campi. Presenza costante è quella degli elementi Acqua e Fuoco, in tutte le loro accezioni di carattere soprannaturale e religioso.
Sant'Antonio abate

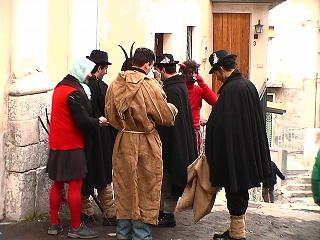
Preparativi per la rappresentazione della vita di Sant'Antonio

17 gennaio, Sant'Antonio abate: benedizione degli animali da fattoria di cui il Santo è protettore (negli ultimi anni anche delle automobili nuove). Inoltre, come in molti paesi limitrofi, avviene la rappresentazione della vita del Santo eremita. La sua scelta di vita nel deserto, la tentazione da parte dei diavoli, rossi e neri, e della donzella, interpretata da un uomo come nel teatro elisabettiano e particolare elemento buffo. Infine l'arrivo risolutore dell'angelo, dal caratteristico cappello conico, tipico delle figure con contatti soprannaturali come fate e streghe. Nel finale, attraverso la spada, elemento simbolico mutuato dalla devozione all'Arcangelo Michele, l'angelo aiuta il Santo a sconfiggere il male e tornare alla sua vita di preghiera. Sempre presente al termine della rappresentazione la questua, richiesta di offerte... in vino e salsicce per i figuranti. Il gruppo locale ha vinto la competizione del campanello d'argento, riconoscimento alla migliore rievocazione abruzzese.
Settimana Santa
- Giovedì santo: Durante la Messa in Coena Domini il parroco lava i piedi di dodici confratelli della Confraternita del Monte dei morti eletti tramite sorteggio come discepoli. Al seguito del parroco, o privatamente, i fedeli visitano le chiese dove sono allestiti gli altari della riposizione, detti sepolcri, la cui origine viene ricondotta al rito pagano dei giardini di Venere[19]. Durante la notte ha luogo il rito dei tamurri: un gruppo di uomini percorre il paese suonando un tamburo di pelle d'asino scordata e un flauto, a ricordo della Vergine che cerca Gesù, mentre i soldati giungono ad arrestarlo, questo rito rappresenta ad oggi un unicum del panorama antropologico culturale italiano.

Santa Maria Assunta

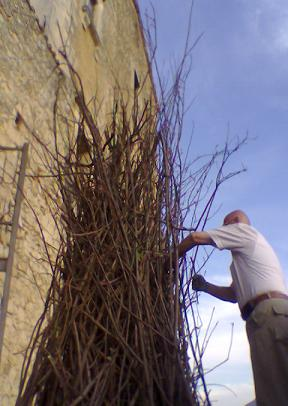
Realizzazione di un favone.

- 1º agosto, Favoni: al mattino lo sparo di mortaletti, le botte scure, annunciano l'apertura della festa patronale. All'imbrunire le campane della Chiesa di Santa Maria Maggiore, dov'è la cappella dell'Assunta suonano a festa: è il segnale che dà il via, in tutta la vallata, all'accensione dei Favoni, grandi fuochi rituali. All'originario significato della vittoria sulle tenebre, il giorno viene protratto dall'uomo, e al ruolo propiziatorio per il raccolto del grano, si sostituisce la devozione e il ringraziamento all'Assunta protettrice. Alla competizione tra i vari gruppi per avere il fuoco più vistoso, si aggiunge la festa con piatti tipici e musica di dù botte, una piccola fisarmonica abruzzese.
- 14 agosto: Palmentieri: sfilata in costume. Le donne portano lungo il corso principale del paese i palmentieri: particolari cesti con intelaiature in vimini su cui vengono cucite le pizzelle, il dolce tradizionale. I palmentieri sono doni della comunità alla protettrice, il ricavato della loro vendita andrà in offerta per la festa patronale. In altri paesi limitrofi il palmentiero è costituito da rami, la palma, a cui sono appesi i doni dolci e salati, a Caramanico la forma si è evoluta nella complicata struttura conica dei palmentieri attuali, che conservano del passato solo un ramoscello posto sulla sommità.
- 15 agosto, festa solenne di Santa Maria Assunta in cielo, patrona del paese.
- 16 agosto, festa di San Rocco: chiusura dei festeggiamenti, a mezzanotte, con il ballo della pupa, una figura femminile di carta pesta, che ospita al suo interno un ballerino particolare... la pupa, infatti è ricoperta di fuochi d'artificio che esplodono durante la danza, sulle note della fisarmonica.

Usanze minori
- 2 febbraio, Candelora: benedizione delle candele da accendere nei momenti di maltempo.
- 3 febbraio, San Biagio: il Santo protegge dal mal di gola, alla fine della messa in suo onore avviene la benedizione della gola dei fedeli con l'olio santo.
- Grandine: una vera piaga per ogni tipo di raccolto agricolo, per arrestarla si era soliti posare al di fuori dei balconi la pinza usata per i tizzoni del camino. Singolare associazione tra il fuoco e la particolare piaga meteorologica (scomparsa?).
- Carnevale: giri di questua nel paese; con un fantoccio contenente all'interno un fiasco si raccoglieva il vino offerto dalle famiglie visitate da giovani mascherati, che poi lo consumeranno fino a tarda sera (scomparsa).
- Streghe: per proteggersi dall'attacco delle streghe si mette dietro la porta una scopa capovolta. Le malintenzionate, dalla nota curiosità, sarebbero così rimaste a contarne i fili fino all'alba, senza poter operare nessun maleficio. In particolare, una variante prevede l'inserimento di un coltello tra le setole (scomparsa).

## Cultura

### Istruzione

#### Musei

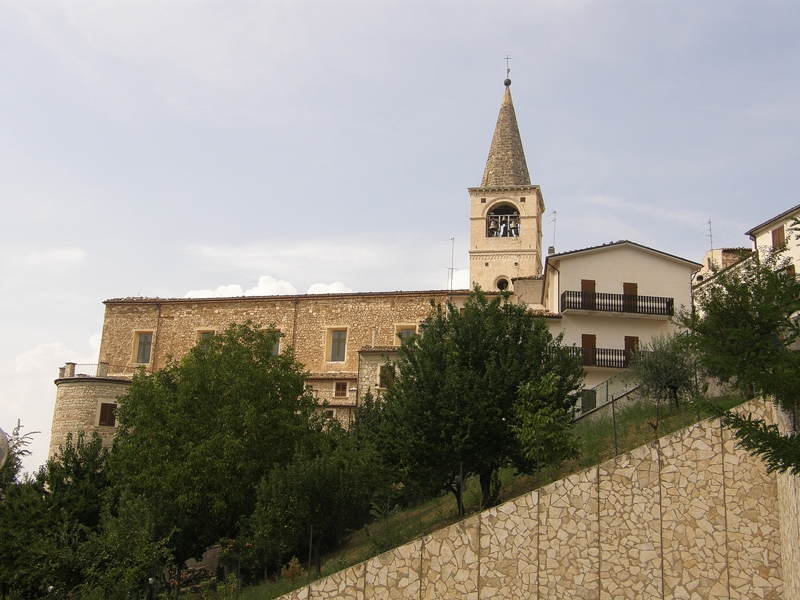
La chiesa di Santa Maria Maggiore

- Museo naturalistico archeologico "P. Barrasso": centro di visita del Parco Nazionale della Maiella e Centro di Educazione Ambientale della Regione Abruzzo. Il museo ospita la ricostruzione degli ecosistemi della Maiella e una sezione archeologica, con reperti italici e romani, attrezzata per disabili e non vedenti.
- Area faunistica della lontra europea: annessa al Museo "P. Barrasso" è costituita da numerosi recenti che riproducono le condizioni dell'ambiente fluviale tra cui un recinto didattico in cui si svolgono visite guidate.
- Museo della fauna abruzzese ed italiana: è frutto della donazione di una collezione privata di animali imbalsamati, sono presenti centinaia di esemplari che offrono una visione d'insieme della fauna appenninica.

## Economia
Il paese fa parte dell'associazione I borghi più belli d'Italia ed è sede dello stabilimento termale "Terme di Caramanico" convenzionato con il servizio sanitario nazionale, in cui sono erogate cure inalatorie, fanghi, e terapie idropiniche. L'attività termale-turistica rappresenta in effetti la principale attrattiva del paese.
Già nel Chronicon Casauriense si parla di una presenza di varie sorgenti sulfuree in loco, nel 1576 il padre Serafino Razzi nel suo Viaggio in Abruzzo parla di un sorgente detta "Zolfarina" da cui bevendo acqua, le malattie scomparivano. Solo nella metà del XIX secolo si cominciò seriamente a sfruttare la presenza di sorgenti sulfuree, venne realizzato uno stabilimento termale, fu avviata la nuova attività imprenditoriale di Caramanico; lo stabilimento fu inaugurato il 4 agosto 1901 nominato "La Salute"; negli anni successivi le amministrazioni non riuscirono a far fronte alle spese di gestione, e nel 1943-44 ci furono i problemi della guerra. Alla fine della guerra l'amministrazione comunale cedette il complesso a privati, cose che avvenne nel 1945 con la ristrutturazione dell'antica struttura.

## Amministrazione
| Periodo        | Periodo        | Primo cittadino   | Partito                                                                               | Carica  | Note          |
| -------------- | -------------- | ----------------- | ------------------------------------------------------------------------------------- | ------- | ------------- |
| 22 giugno 1985 | 24 maggio 1990 | Bernardo Mazzocca | Democrazia Cristiana                                                                  | Sindaco | [ 20 ]        |
| 24 maggio 1990 | 24 aprile 1995 | Francesco D'Atri  | Partito Comunista Italiano (1990-1991) Partito Democratico della Sinistra (1991-1995) | Sindaco | [ 20 ]        |
| 24 aprile 1995 | 14 giugno 2004 | Giustino Sanelli  | Lista civica di centro-destra Alleanza per Caramanico                                 | Sindaco | [ 23 ] [ 24 ] |
| 14 giugno 2004 | 26 maggio 2014 | Mario Mazzocca    | Lista civica di centro-sinistra Uniti per Caramanico                                  | Sindaco | [ 25 ] [ 26 ] |
| 26 maggio 2014 | 26 maggio 2019 | Simone Angelucci  | Lista civica di centro-sinistra Uniti per la nuova Caramanico                         | Sindaco | [ 27 ]        |
| 26 maggio 2019 | 9 giugno 2024  | Luigi De Acetis   | Lista civica Cambiamo Caramanico                                                      | Sindaco | [ 28 ]        |
| 10 giugno 2024 | In carica      | Franco Parone     | Lista civica Rinascita                                                                | Sindaco | [ 1 ]         |